# Finspång (commune)
La commune de Finspång est une commune suédoise du comté d'Östergötland. Environ 21840 personnes y vivent (2020). Son siège se situe à Finspång.

## Localités
- Borggård
- Bränntorp
- Butbro
- Bylle
- Falla
- Finspång
- Grytgöl
- Hällestad
- Hävla
- Igelfors
- Kolstad
- Lämmetorp
- Ljusfallshammar
- Lotorp
- Lövlund
- Prästköp
- Rejmyre
- Sonstorp